# Aeroplane (álbum)
Aeroplane é o segundo álbum solo lançado por Curt Smith, membro da banda britânica Tears for Fears.
Foi lançado em duas versões, uma com 14 canções (15 se você contar uma faixa escondida), de 1999, lançada no Canadá pela Sour Music label e um EP com 6 canções de 2000 do próprio selo de Curt Smith, a Zerodisc.
A versão canadense contêm músicas que estavam originalmente no álbum Mayfield, da banda com mesmo nome (da qual Curt Smith era membro). O lançamento nos EUA consistia na maioria das canções do lançamento canadense não encontradas no álbum Mayfield.

## Faixas

### Versão canadense de 1999
1. "Aeroplane"
2. "What Are We Fighting For"
3. "Sorry Town"
4. "Jasmine" ("Jasmine's Taste" no álbum Mayfield)
5. "Reach Out"
6. "Pale Shelter"
7. "Trees"
8. "Where Do I Go"
9. "Mother England"
10. "Snow Hill"
11. "I Don't Want to Be Around"
12. "Sun King"
13. "Gone Again"
14. "Everybody Wants to Rule the World"  (acústico)
15. Hidden track: "Snow Hill" (remix)

### EP versão americana 2000
1. "Aeroplane"
2. "Pale Shelter"
3. "Where Do I Go"
4. "Snow Hill" (remix)
5. "Reach Out" (remix)
6. "Everybody Wants to Rule the World"  (acústico)